# Pyrophobie
La pyrophobie (du grec ancien πῦρ / pur ou pyr signifiant « feu » et φόβος / phobos signifiant « peur ») est une phobie pathologique du feu. En effet, les pyrophobes ont peur qu'un incendie se déclare. Ils sont donc dans un sentiment d'anticipation,,.

## Traitement de la pyrophobie
Pour traiter ce genre de phobie, la psychothérapie cognitive et comportementale peut être une solution.